# Гарретсон (Південна Дакота)
Гарретсон (англ. Garretson) — місто (англ. city) в США, в окрузі Міннігага штату Південна Дакота. Населення — 1228 осіб (2020).

## Географія
Гарретсон розташований за координатами 43°42′53″ пн. ш. 96°30′12″ зх. д. / 43.71472° пн. ш. 96.50333° зх. д. (43.714831, -96.503307).  За даними Бюро перепису населення США у 2010 році місто мало площу 3,86 км², з яких 3,75 км² — суходіл та 0,11 км² — водойми.

## Демографія
Згідно з переписом 2010 року, у місті мешкало 1166 осіб у 449 домогосподарствах у складі 308 родин. Густота населення становила 302 особи/км².  Було 476 помешкань (123/км²).
Расовий склад населення:
| - 98,5 % — білих - 0,3 % — корінних американців - 0,3 % — чорних або афроамериканців |

До двох чи більше рас належало 0,9 %. Частка іспаномовних становила 0,3 % від усіх жителів.
За віковим діапазоном населення розподілялося таким чином: 28,6 % — особи молодші 18 років, 56,2 % — особи у віці 18—64 років, 15,2 % — особи у віці 65 років та старші. Медіана віку мешканця становила 38,1 року. На 100 осіб жіночої статі у місті припадало 88,7 чоловіків;  на 100 жінок у віці від 18 років та старших — 87,8 чоловіків також старших 18 років.
Середній дохід на одне домашнє господарство  становив 66 892 долари США (медіана — 58 000), а середній дохід на одну сім'ю — 82 657 доларів (медіана — 79 554). Медіана доходів становила 49 048 доларів для чоловіків та 34 219 доларів для жінок. За межею бідності перебувало 5,2 % осіб, у тому числі 4,0 % дітей у віці до 18 років та 9,9 % осіб у віці 65 років та старших.
Цивільне працевлаштоване населення становило 648 осіб. Основні галузі зайнятості: освіта, охорона здоров'я та соціальна допомога — 33,5 %, роздрібна торгівля — 10,0 %, виробництво — 9,3 %.